# 旗頭
旗頭在广义上指清朝旗人（满族）成年女性发饰，包括辫发盘头、钿子、小二把頭、二把頭、架子头、大拉翅等形式:115。在狭义上指二把头、架子头、大拉翅:88—89。
由于大拉翅是晚清时标志性发饰，戏曲:136、影视剧等文化产品中，常见超过历史事实的使用大拉翅做为配饰。

## 历史演变
清朝前期的后金时代，女性发型简单。男女幼年时皆髡发。女子待嫁时开始蓄发，梳成发辫，并留齐眉刘海。已婚妇女将辫子改挽发髻，又称上头。皇太极妃嫔、顺冶帝生母孝庄文皇后留下的画像，显示辫发盘头的典型形式。发辫盘于脑后，并无配饰:115。
康熙朝，旗人妇女发饰在包头的基础上，在头巾或头发上插头饰。由于常服均为素色、无花纹、无装饰，所以当时发饰并不夸张:115。而在节庆、喜庆场合，以命妇为代表的旗人妇女以钿子装扮。钿子做为盛装发饰沿用至清末:58。雍正、乾隆时，钿子逐步发展，样式逐渐丰富，成为特别的发饰:115。
乾隆时，清宫后妃的小二把头亦有发展:115，其原型是清初的软翅头。小两把头由于是真发梳成，不能承受贵金属制成的发饰重量，后逐渐改良为二把头。相传是由道光帝孝全成皇后创造出二把头:129:115—116。
道光至光绪时期，二把头是旗人妇女日常发饰:115。梳发时需以榆树皮泡的水定型。而二把头加入假发、发架，发展为架子头。光绪时，架子头又演变成大拉翅，成为晚清时标志性发饰。当时的主政者慈禧太后更被为大拉翅的推手。大拉翅的造型随时间发展，从小到大、从简到繁:88—89。而脑后燕尾为呼应大拉翅，演变为大燕尾:129。
形成晚清时期的京剧，以旗头（大拉翅:74）、旗装为少数民族女性服饰，即使她们并不是清朝女性，亦非满族女性:136。光绪年间画作《同光十三绝》中描绘的辽朝萧太后即是穿吉服、戴着花朵钿子的清朝命妇形象。2018年，电视剧《大宋宫词》制作时，受此类造型影响，以《清昇平署戏曲人物扮相谱》中近似的造型为萧太后装扮。当代清宫剧制作中，更常见以大拉翅做为清宫后妃和贵妇的发饰。即使她们是光绪朝之前的女性。

## 图像

### 朝冠、吉服冠
- 穿朝服、佩戴朝冠的孝莊文皇后像
- 穿朝服、佩戴朝冠的慈禧太后像。与前朝相比，朝服形制无变化，图案有变化。
- 民国时期拍摄，穿朝服、佩戴朝冠的婉容。冠服为毛皮材质的冬制冠服。额头留有头发。
- 乾隆年间完成的《皇朝礼器图式·卷六》内府绘本中的太后、皇后夏朝冠图。
- 《皇朝礼器图式》内府绘本中的太后、皇后冬朝冠图
- 《皇朝礼器图式·卷七》，公夫人冬朝冠。
- 《皇朝礼器图式·卷七》，一品命妇夏朝冠。
- 乾隆朝，孝儀純皇后吉服像，戴吉服冠，搭配抹额。
- 《皇朝礼器图式·卷七》，公夫人吉服冠。
- 《皇朝礼器图式·卷七》，三品命妇吉服冠。
- 咸丰朝，寿贵人画像，黃馬褂，所戴吉服冠有翎羽，当是男性官员所戴吉服冠。

### 日常头饰
- 晚年孝莊文皇后常服像。发辫盘于脑后，并无配饰[4]:115。
- 康熙帝慧妃常服像。发饰无装饰。
- 乾隆帝妃画像，搭配抹额。是否是当时妃嫔写实发饰，无从考证。
- 嘉庆时期旗人家庭画像，旗人妇妇脑后两侧垂有发鬓。
- 1860年代，髡髮的北京旗人少女。
- 1903年，瑾妃及皇族女性、随侍的合影。图中女性多以花卉装饰两侧发鬓。
- 1906年前，北京年轻旗人女子，留有刘海。
- 1920年代初，日常梳着传统发髻的文绣与婉容。文绣脑后可见燕尾。

### 钿子
- 鈿子实物
- 康熙帝孝昭仁皇后常服像。钿子上两组装饰推测为金镶珍珠簪饰[4]:63。
- 清宫《乾隆帝妃与嘉庆帝幼年像轴》的妃嫔，被认为是孝儀純皇后，此畫像中穿著應為當時的漢族裝束，因此所戴的應非鈿子而是漢人的假髻（罩髮冠）。
- 咸丰帝孝贞显皇后（慈安太后）吉服画像。该画像以钿子配合朝服，而非吉服冠。
- 1869年，John Thomson在北京拍摄的，佩戴钿子、身穿吉服的贵族妇女。
- 1870年代前后，John Thomson拍摄的，佩戴钿子、身穿吉服的贵族新娘。
- 光绪《同光十三绝》中描绘的，梅巧玲饰演的《雁门关》萧太后。虽然是辽代契丹人，仍佩戴钿子。2018年时电视剧《大宋宫词》亦曾受此类造型误导[8]。

### 二把头
- 嘉道年间的女词人顧太清画像
- 道光帝孝全成皇后画像——《喜溢秋庭图》、《璇宫春霭图》、《孝全成皇后便装像》中的二把頭发型。
- 咸丰帝妃嫔画像——《玫贵妃春贵人行乐图》中，春贵人（瑃常在）、玫贵妃、鑫常在的二把頭发型。
- 咸丰帝孝贞显皇后（慈安太后）画像——《慈竹延清图》、《璇闱日永图》中的二把頭发型。
- 1869年，John Thomson在北京拍摄的，穿着宽大旗装的女性，她的二把头装饰简单，脑后造型呈八字型。
- 1869年，John Thomson在北京拍摄的二把头正面。
- 1869年，John Thomson在北京拍摄的二把头背面。
- 1869年，John Thomson在北京拍摄的照片。三名女性和女童模拟梳二把头的场景。女童有过髡发。
- 1869年，John Thomson在北京拍摄的照片。梳着二把头的旗人妇女展示的商品是女性佩戴的绒花。

### 架子头
- 1900年至1905年期间，北京旗人妇女照片。架子头正面[6]:88。发丝之间透光。
- 1900年至1905年期间，北京旗人妇女照片。架子头背面[6]:88。
- 1900年至1905年期间，北京旗人妇女照片。架子头背面，突出部分即燕尾[6]:88。
- 曾长期误认为珍妃的北京名妓黄云仙照片。发型为架子头。

### 大拉翅
- 1903年拍摄的清宫照片，左起依次是瑾妃、德齡、慈禧太后、容齡、容齡之母、隆裕皇后。
- 穿着马甲，佩戴大拉翅的瑾妃。
- 1910年代左右，旗人妇女集体影像
- 1923至24年，在北京紫禁城的莊士頓、婉容、伊莎貝·英格朗
- 1920年、30年代，在天津居住时期，身穿旗服、佩戴大拉翅的婉容。
- 1930年代，身穿吉服、佩戴大拉翅的婉容
- 1948年电影《清宫秘史》剧照，周璇饰演的珍妃佩戴大拉翅。
- 2009年拍摄的，身穿白色调旗装、佩戴大拉翅的京剧女演员。与《四郎探母》中，《坐宫》场次的铁镜公主装扮设定相同[2]:136。
- 2018年闽剧《四郎探母》演出照片。与京剧[2]:136类似，铁镜公主穿着清朝命妇的吉服、佩戴大拉翅。她的侍女亦穿着旗装。虽然她们是辽朝契丹人。
- 2005年拍摄，外籍游客在北京旅游景点的清宫装扮。中坐女子旗头为椭圆形制，非清代形制。2003年电视剧《还珠格格·三》中女主角即使用此类旗头。